# Police impériale indienne
La police impériale indienne, également connue sous le nom de police indienne ou, en 1905, sous le titre de police impériale, constituait une composante essentielle des services de police de l'Inde britannique. Ce corps faisait partie intégrante du système uniforme d'administration policière instauré selon les préceptes énoncés dans le Government of India Act de 1858 et la Loi sur la police de 1861. La création de cette entité répondait directement à la nécessité de sécuriser les intérêts britanniques face aux risques soulevés par la rébellion de 1857.
En 1920, la force policière de l'Empire indien comprenait un contingent de 310 000 agents. Ces fonctionnaires veillaient sur une population dépassant les 300 millions d'individus dans le Raj britannique, aujourd'hui réparti entre l'Inde, le Pakistan, le Bangladesh, le Bhoutan et la Birmanie. Malgré sa dénomination officielle, cet organisme était couramment désigné sous le nom de "police indienne", tant dans l'usage quotidien que dans la documentation gouvernementale.
En l'année 1948, soit un an après l'avènement de l'indépendance de l'Inde, le service de police impérial fut remplacé par le Indian Police Service, établi sous l'égide de la Constitution, dans le cadre des services à portée nationale. 

## Histoire
Il se divisait en deux branches distinctes : les services de police supérieurs, à partir desquels devait ultérieurement émerger la police indienne impériale, et le service de police subordonné. Jusqu'en 1893, les nominations aux grades supérieurs (notamment celles de surintendant adjoint de district et au-dessus) étaient principalement conférées à des officiers européens de l'armée indienne britannique. 
Le sommet hiérarchique du service se trouvait au grade prestigieux d'inspecteur général pour chaque province. Ce rang d'inspecteur général était assimilé et rangé parmi ceux de brigadier et autres grades équivalents au sein des forces armées indiennes, conformément aux normes de préséance établies en 1937. Sous la direction de l'Inspecteur général, les échelons inférieurs étaient constitués de surintendants de district et de surintendants adjoints de district, la plupart nommés à partir de 1893 à la suite d'examens administrés pour le Indian Civil Service au Royaume-Uni. Le corps subalterne de la police se composait quant à lui d'inspecteurs, de sous-inspecteurs, de chefs de police (ou sergents dans les forces et cantonnements urbains) ainsi que d'agents de police, majoritairement indigènes à l'exception des échelons supérieurs.
Dans les années 1930, l'autorité policière en Inde atteignit un degré sans précédent au sein de l'administration coloniale. La Police impériale indienne exerçait également ses fonctions primordiales en matière de maintien de l'ordre en Birmanie, alors considérée comme une province de l'Inde, jusqu'à l'année 1937.
Avant l'avènement de la Seconde Guerre mondiale, les services de la police indienne étaient fréquemment employés comme cadre opérationnel par le MI5.

## Grades de la police impériale (Inde)
- Services supérieurs :
  - Inspecteur général de la police (chef de la police d'État)
  - Inspecteur général adjoint de la police (chef de la police) ou commissaire de quatre villes (Madras, Bombay, Calcutta et Rangoon)
  - Surintendant de la police (chef de la police du district)
  - Surintendant adjoint de la police (chef de la sous-division de police, en particulier de la sous-division principale d'un district)
- Services subordonnés :
  - Surintendant adjoint de la police (chef de la police sous-divisionnaire).
  - Inspecteur de Police (Chef de Cercle Police)
  - Sous-inspecteur de police (chef de commissariat)
  - Sergent (un pour chaque poste de police et doit être européen ou anglo-indien)
  - Chef de la police
  - Naïk
  - Gendarme

## Orwell
George Orwell, connu sous son vrai nom Eric Blair, occupa un poste au sein de la police impériale indienne en Birmanie, du 27 novembre 1922 au 12 juillet 1927. Sa démission officielle intervint alors qu'il était en congé en Angleterre à partir du 1er janvier 1928, après avoir atteint le grade de Surintendant adjoint du district. Il servit d'abord à Insein, puis à Moulmein, où il fut affecté au siège du district. Cette expérience, comme il le relate lui-même, le mit en contact direct avec ce qu'il appela "le sale boulot de l'Empire", influençant profondément ses perspectives personnelles, politiques et sociales.
Quelques-unes de ses œuvres font référence à ces expériences marquantes, notamment A Hanging (1931), situé dans la célèbre prison d'Insein, et son roman Une histoire birmane (1934). Bien qu'il ait exprimé son affection pour la Birmanie et ses habitants dans Shooting an Elephant (1936) en écrivant : "J'ai adoré la Birmanie et les Birmans et je ne regrette pas d'avoir passé les meilleures années de ma vie dans la police birmane", il reconnaît également que son rôle à Moulmein, en Basse-Birmanie, le plaça dans une position où il fut profondément méprisé par de nombreuses personnes : "la seule fois de ma vie où j'ai été suffisamment important pour que cela m'arrive".

## Voir également
- T. Ramachandra Rao
- Panchanan Ghoshal
- Qazi Azizul Haque